# Nàng (phim)
Nàng là một bộ phim tình cảm - tâm lý xã hội của đạo diễn Lê Mộng Hoàng, ra mắt năm 1970.

## Lịch sử
Truyện phim dựa theo tiểu thuyết cùng tên của nhà văn Bùi Hoàng Thư.

## Nội dung
Truyện phim kể về cuộc đời một cô gái mồ côi rất khó khăn để hòa nhập cuộc sống, nhưng bằng nghị lực của mình, cô đã vượt qua mọi trở ngại, mọi gian khổ để tồn tại và sống cho đúng chữ NHÂN trong cuộc sống.

## Diễn viên
- Thẩm Thúy Hằng vai Vân
- La Thoại Tân vai Châu
- Xuân Dung vai Miên
- Trần Quang vai Minh
- Cao Huynh vai Vĩnh
- Việt Hùng vai Trần Ái Sơn
- Phương Hoài Tâm vai Thúy
- Thiên Kim
- Diễm Kiều
- Mỹ Chi
- Tôn Thất Cần
- Văn Giai
- Lý Quốc Mậu
- Phương Hồng Ngọc vai Vân lúc nhỏ
- Thuỳ Linh
- Kim Liên
- Bé Xuân Thúy

## Ê-kíp
- Giám đốc thương mại: Đặng Khánh Nguyên
- Âm thanh: Nguyễn Quang Hạ, Lê Văn Kính

## Nhạc phim
- Ca khúc chủ đề: Tình lỡ
- Sáng tác: Thanh Bình
- Trình bày: Khánh Ly

## Vinh danh
- Giải Tượng vàng - Đại hội Điện ảnh Á châu lần thứ 17 (Đài Loan)[1]